# Mu Cephei
Mu Cephei (μ Cep / μ Cephei), conosciuta anche come Granatum Sidus (Stella granata), è una stella supergigante rossa visibile nella costellazione di Cefeo. L'altro nome tradizionale, Erakis, presente nel catalogo stellare di Antonín Bečvář, è probabilmente attribuibile a Arrakis (μ Draconis), il cui nome arabo è al-Rāqis [ar-rá:qis].
È stata chiamata Stella granata da Giuseppe Piazzi nel suo catalogo stellare, il "Catalogo di Palermo"; il nome deriva da un commento fatto da William Herschel, nell'edizione del 1783 del suo Philosophical transactions, su alcune stelle non registrate nel British Catalogue di John Flamsteed. Herschel disse di questa stella: «Ha un bellissimo e profondo colore granata, simile a quello della stella periodica Omicron Ceti», per questo motivo l'astro è popolarmente noto come "Stella Granata di Herschel". La stella appare di questo colore per via della bassa temperatura superficiale, di circa 3000 K.

## Osservazione
La sua posizione è fortemente boreale e ciò comporta che la stella sia osservabile perfettamente dall'emisfero nord, dove si presenta circumpolare anche da gran parte delle regioni temperate; dall'emisfero sud la sua visibilità è invece limitata alla fascia tropicale.
Essendo di quarta magnitudine, la si può osservare anche dai piccoli centri urbani senza difficoltà, sebbene un cielo non eccessivamente inquinato sia maggiormente indicato per la sua individuazione.
Il periodo migliore per la sua osservazione nel cielo serale ricade nei mesi compresi fra fine giugno e novembre; nell'emisfero nord è visibile anche per tutto l'autunno, grazie alla declinazione boreale della stella, mentre nell'emisfero sud può essere osservata in particolare durante i mesi del tardo inverno australe.

## Caratteristiche fisiche
Mu Cephei è una supergigante rossa di tipo spettrale M2 Ia, le cui dimensioni sono colossali: possiede infatti un raggio 1420 volte quello del Sole, e se si trovasse al suo posto, occuperebbe tutto lo spazio fino alle orbite di Giove e Saturno. Si conoscono solo sette stelle più grandi, tra quelle di cui è stato possibile stimare il raggio e comunque è l'astro più grande che sia possibile vedere ad occhio nudo sia pur non facilmente. Osservazioni recenti effettuate tramite l'interferometro NOEMA hanno misurato un raggio leggermente inferiore a 1000 volte quello del Sole, pari a 972±228 R⊙.
È anche una stella variabile ed è il prototipo di una classe di variabili chiamate appunto variabili Mu Cephei. La sua magnitudine apparente varia tra 3,62 e 5,1 in un periodo compreso tra 2 e 2,5 anni, senza regolarità apparenti; a dispetto della magnitudine apparente relativamente bassa, la stella è in realtà luminosissima: la sua magnitudine assoluta, infatti, si aggira attorno a -7,0 e, sommando la sua emissione nel visibile con quella nell'infrarosso, raggiunge una luminosità pari a 350.000 volte quella del Sole: una delle stelle più brillanti conosciute. Appare debole solo per la sua distanza, pari a circa 3000 anni luce.
Mu Cephei è anche una stella multipla, con una compagna di magnitudine 12.3, e una più distante di magnitudine 12.7.
La stella si trova nelle ultime fasi della sua evoluzione: ha iniziato a fondere l'elio in carbonio, dopo aver cessato la normale fusione di idrogeno in elio. È prevedibile che la sua vita durerà ancora alcuni milioni di anni, al termine dei quali probabilmente esploderà, a causa della sua massa pari a 19 volte quella del Sole, in supernova, che illuminerà brevemente i cieli della Terra con un'intensità pari quasi a quella della luna piena.